# Leopold Arnošt z Firmianu
Leopold Arnošt hrabě z Firmianu (německy Leopold Ernst von Firmian, italsky Leopoldo Ernesto Firmian, 22. září 1708, Trident – 13. března 1783, Pasov) byl rakouský římskokatolický duchovní, vykonával biskupský úřad v Sekavě a byl knížetem-biskupem pasovské diecéze a kardinál. Je označován jako „poslední barokní kníže“ na pasovském biskupském stolci.

## Život
Narodil se jako syn Františka Alfonse z tyrolského šlechtického rodu Firmianů a jeho manželky Barbory Alžběty z Thunu. Jeho bratr Karel Josef byl politik, rakouský generální guevernér v Lombardii.
Ve věku 31 let se Leopold Arnošt stal biskupem sekavským. V letech 1748-1758 byl koadjutorem svého strýce, tridentského biskupa Dominika Antonína z Thunu.
Jako poradce císařovny Marie Terezie inicioval školní reformu v letech 1769-1774 se zavedení povinné školní docházky. V Pasově také založil seminář pro světské kněží.
V roce 1772 jej papež Klement XIV. jmenoval kardinálem s titulárním kostelem San Pietro in Montorio.
Ve velké úctě jej měl dokonce i vůči církvi kritický císař Josef II. a s oddělením rakouských území od pasovské diecéze vyčkal až do Firmianovy smrti a na těchto územích byly založeny diecéze linecká a svatohypolitská.
Firmianova byl iniciátorem stavebních úprav biskupské rezidence v Pasově podle návrhu Melchiora Hefeleho, stejně jako rekultivace částí Bavorského lesa (jeho působení zde připomínají např. obce Vorderfirmiansreut, Mitterfirmiansreut a Hinterfirmiansreut u českých hranic).
V roce 1765 od Rakouska za 137 787 zlatých odkoupil zpět sedm vesnic v oblasti kolem Wollabergu, které v roce 1506 bojem připadly habsburským zemím.
Na rozdíl od svého příbuzného salcburského knížete-arcibiskupa Leopolda Antonína z Firmianu v Salcbursku usiloval o náboženskou toleranci. V roce 1777 například umožnil pohřeb protestantů na katolickém hřbitově. Snažil se také o vytěsnění pověr z náboženského života.
Byl mj. kmotrem a patronem Karla Josefa z Riccabony, který byl pasovským biskupem v letech 1826-1839.
Kníže-biskup Leopold Arnošt z Firmianau zemřel 13. března 1783 a byl pohřben v pasovské biskupské hrobce. Po jeho smrti byla všechna rakouská území oddělena od pasovské diecéze a připojena k Rakousku a o dalších 20 let později skončila sekulární moc pasovských biskupů.

## Odkazy

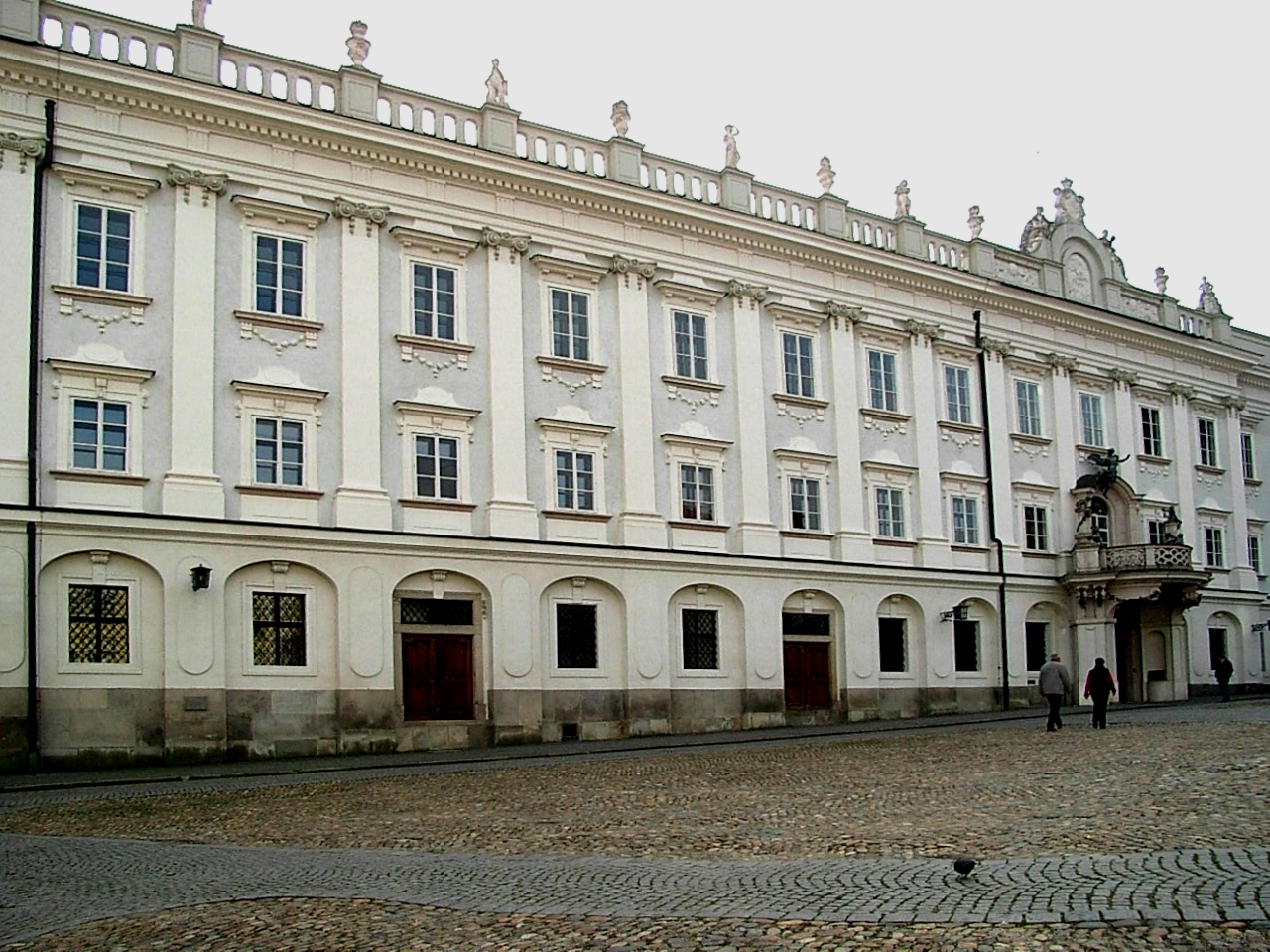
Nová biskupská rezidence pasovských biskupů